# Wręczyca Wielka (gmina)
Wręczyca Wielka est une gmina rurale du powiat de Kłobuck, Silésie, dans le sud de la Pologne. Son siège est le village de Wręczyca Wielka, qui se situe environ 8 km au sud de Kłobuck et 67 km au nord de la capitale régionale Katowice.
La gmina couvre une superficie de 148,07 km2 pour une population de 17 123 habitants.

## Géographie
La gmina inclut les villages de Bieżeń, Bór Zapilski, Borowe, Brzezinki, Czarna Wieś, Długi Kąt, Golce, Grodzisko, Hutka, Jezioro, Kalej, Klepaczka, Kuleje, Nowa Szarlejka, Nowiny, Pierzchno, Piła Druga, Piła Pierwsza, Puszczew, Szarlejka, Truskolasy, Węglowice, Wręczyca Mała, Wręczyca Wielka, Wydra et Zamłynie.
La gmina borde la ville de Częstochowa et les gminy de Blachownia, Herby, Kłobuck, Opatów, Panki et Przystajń.